# XX Corpo d'armata (Regio Esercito)
Il XX Corpo d'armata è stato una grande unità militare del Regio Esercito Italiano della prima e della seconda guerra mondiale nel corso della quale prese parte alla campagna del Nordafrica.

## Origini
Il XX Corpo d'Armata venne costituito in zona di operazioni in Friuli il 1º marzo 1916 e venne sciolto il 5 gennaio 1917.
Dal 23 maggio 1916 era al comando del tenente generale Luca Montuori ed operava nel settore dell'Altipiano dei Sette Comuni fino al 1917. Durante questi mesi partecipò, tra l'altro, alla battaglia di Monte Piana ed alla battaglia del monte Ortigara.

## Seconda guerra mondiale
Il Comando XX Corpo d'armata viene ricostituito a Tripoli il 9 maggio 1937 con caratteristiche di Grande Unità autotrasportabile, inquadrando in un primo tempo le Divisioni "Sirte" e "Sabratha" e successivamente anche la Divisione "Pavia".
All'inizio del secondo conflitto mondiale la grande unità, comandata dal Generale di corpo d'armata Ferdinando Cona (capo di stato maggiore colonnello Roberto Matricardi), era alle dipendenze della 5ª Armata e inquadrava nei suoi ranghi le Divisioni "Sirte", "Brescia" e "Pavia", schierate lungo il confine tra la Libia e la Tunisia, a sbarramento della direttrice costiera Sabratha-Tripoli. Il 16 dicembre 1940, nel corso della prima offensiva britannica, il XX corpo d'armata venne rapidamente spostato in Cirenaica dove organizzò le difese a protezione della via di comunicazione Derna-Bengasi e delle due strade che dall'altopiano del Gebel el-Achdar conducevano ad Agedabia.
Il 23 gennaio 1941 nel corso dell'Operazione Compass robuste formazioni corazzate inglesi irromppero nel settore del XX Corpo d'Armata che fu costretto a ripiegare, dapprima su Bengasi e da qui, per evitare l'accerchiamento, verso Agedabia e nonostante le forti perdite subite, il XX Corpo d'Armata in qualche modo riuscì a frenare l'avanzata nemica in corrispondenza della zona a nord di Agedabia dove, nonostante una disperata resistenza protrattasi per alcuni giorni, il 6 febbraio venne annientato.
Sciolto per eventi bellici il 7 febbraio, nello stesso mese venne trasformato prima nel Comando Campo Trincerato di Tripoli, al comando del generale di corpo d'armata Carlo Spatocco e successivamente nel Comando della Tripolitania (XX Corpo d'armata) al comando prima ad interim del generale di brigata Mario Soldarelli e successivamente del generale di corpo d'armata Carlo Vecchiarelli.
Il 16 marzo riassunse nuovamente la funzionalità quale XX Corpo d'Armata, al comando del generale di corpo d'armata Enrico Armando (Comandante piazza di Tripoli), inquadrando le Divisioni "Savona", "Sabratha" e truppe di copertura della Guardia alla Frontiera. Costituito in Corpo d'armata di manovra (CAM), l'8 agosto viene schierato a sud di Tobruk, nell'area compresa fra Bir Hacheim e Bir el Gobi. Il 15 agosto viene trasformato in Comando della Tripolitania (XX Corpo d'Armata) con compiti di carattere territoriale.
Il 18 novembre con l'inizio della seconda offensiva britannica, il fronte del XX Corpo d'Armata è attaccato da massicce unità motocorazzate, ma la pronta reazione di tutti i reparti costrinse l'avversario a desistere. Dopo alterne vicende nel novembre alcune decise contromanovre condotte a medio e largo raggio a Sidi Rezegh, conseguirono l'isolamento di una consistente colonna nemica diretta verso Tobruch e, nel settore di Sollum e la temporanea interruzione della via di comunicazione usata dall'avversario per mantenere la pressione su Bardia che resiste ancora. A fine mese il XX Corpo d'armata fece ritorno nella zona di Tobruch dove combatté fino al 10 dicembre incuneato fra le unità nemiche della cinta fortificata e quelle attaccanti da sud-est. Il 16 dicembre dopo avere arretrato ed essersi schierato lungo la linea Mechili-Tmimi-Derna, nei giorni successivivenne costretto ad un ulteriore ripiegamento verso occidente fino a raggiungere Agedabia.
Nei primi giorni di gennaio del 1942 il XX Corpo d'armata, schierato a nord di Agedabia, resistette a ripetuti violenti attacchi, consentendo alle unità del XXI Corpo d'Armata di ripiegare indisturbate su Marsa el Brega-Marada spengnendo lungo questa linea gli ultimi tentativi di attacco britannici. Il 20 gennaio il Comando della Tripolitania (XX Corpo d'Armata) venne scisso nel comando della Tripolitania e nel Comando XX Corpo d'Armata che il 31 gennaio venne sciolto per fondersi con il comando della Piazza di Tripoli assumendo la denominazione di Comando Difesa della Tripolitania. Nella stessa data, diviene naturale erede del XX Corpo d'Armata, il Comando Corpo d'Armata di Manovra, costituito il 10 settembre 1941, formato con le divisioni "Ariete" e "Trieste", che a partire dal 10 marzo 1942, prese il nome di Comando XX Corpo d'armata, con varie divisioni che si sarebbero poi avvicendate alle sue dipendenze.
Il XX Corpo d'armata riprese l'iniziativa il 21 gennaio e, a seguito di una rapida puntata sul fianco del nemico verso Bir Bilal, occupò Ghemines e Bengasi. Successivamente spintosi ancora verso oriente, il 15 febbraio si dispiega a sud del Golfo di Bomba e, il 25 febbraio, prese parte con altre forze dell'Asse ad una manovra avvolgente che, dopo un'accesa lotta, vide eliminare le forze nemiche barricate a Bir Hacheim. Dal 16 al 21 giugno prese parte ai combattimenti per la conquista di Tobruch, avvenuta la quale si porta verso il confine egiziano attestandosi a sud di Sidi el Barrani e poi a Marsa Matruh. Il 30 giugno, dopo aver distrutto una colonna nemica in ripiegamento da Marsa Matruh, il XX Corpo d'armata si dispiega a sud di el Alamein sulla linea di el Qattara. Il 30 agosto, dopo aver neutralizzato robuste reazioni nemiche, il Corpo d'Armata riprese ad avanzare, ma dopo iniziali successi fu costretto a subire una pesante controffensiva avversaria.
Tra la fine di ottobre e l'inizio di novembre 1942 con il XX Corpo d'armata, al comando ad interim del Generale di Divisione Giuseppe De Stefanis, comandanti dell'artiglieria e del genio rispettivamente i generali di brigata Michelangelo Nicolini e Guido Saltini, poi sostituiti dal generale di brigata (artiglieria) Alberto Roda e dal colonnello del genio Gottardo Zoppis, prese parte alla battaglia di el Alamein, inquadrando nei suoi ranghi la 132ª Divisione corazzata "Ariete" al comando del generale di divisione Francesco Antonio Arena, della 133ª Divisione corazzata "Littorio" al comando del generale di divisione Gervasio Bitossi e la 101ª Divisione motorizzata "Trieste" al comando del generale Francesco La Ferla. Il 15 novembre, terminata la battaglia, il XX Corpo d'armata fu costretto a ripiegare su Marsa Matruh, dopo aver subito ingenti perdite. Le unità dipendenti, che per la loro scarsa consistenza hanno assunsero il nome di Gruppo di Combattimento del XX Corpo d'Armata, ricevettero l'ordine di sganciarsi e schierarsi su posizioni più idonee raggiungendo il 18 novembre Agedabia e il 15 dicembre Buerat, dove resistettero tenacemente fino al termine del mese.
Dopo la sconfitta di El Alamein e l'invasione alleata del Nord-Africa occidentale, l'OKW aumentò ancora la sua presenza in Africa settentrionale creando il LXXXX Corpo d'armata in Tunisia il 19 novembre 1942 e, successivamente, con le unità italiane inviate in Tunisia facendo nascere l'8 dicembre un nuovo quartier generale, la 5ª Armata corazzata, che inglobava le unità tedesche del LXXXX Corpo d'armata, il cui organico non era ancora stato completato, e le unità italiane presenti nel nord della Tunisia.
Il XX C.d.A. verso la fine del 1942 era ridotto oramai a brigata; ne facevano parte il Comando "Ariete", "Monferrato" (blindato di cavalleria appena giunto) coi resti del "Nizza", la 2ª compagnia bersaglieri del 12°, il 66º fanteria "Trieste" e qualche pezzo di artiglieria. Il XX divento' quindi un Raggruppamento che, dal nome del suo comandante prese il nome dal suo generale Gaetano Cantaluppi.
Ad Agheila la forza italiana contava di 26 battaglioni di fanteria, di 42 carri M, di 15 semoventi e 19 blindo.
Il 24 Novembre Rommel giunse ad El Agheila dove erano in fase di formazione alcune divisioni italiane che si unirono al ripiegamento: la Divisione "La Spezia", la corazzata "Centauro" e la Divisione "Giovani Fascisti".
Nel gennaio 1943, sempre sotto la spinta nemica, il Corpo d'armata, al comando del generale di divisione Taddeo Orlando si spinse verso il confine tra la Libia e la Tunisia e abbandonata la Libia il 4 febbraio si attestò sulla linea fortificata del Mareth.
Il 23 febbraio 1943 la Deutsch-Italienische Panzerarmee (Armata corazzata italo-tedesca), costituitasi il 1º ottobre 1942. al comando del Generaloberst Georg Stumme e dal 25 ottobre 1942 al comando del Maresciallo Erwin Rommel, che per la difesa della Tunisia poteva avvalersi dell'Afrikakorps, della 164ª Divisione leggera tedesca, della Brigata paracadutisti Ramcke e del XX e XXI Corpo d'armata italiani, venne rinominata 1ª Armata italiana e posta sotto il comando del generale italiano, Giovanni Messe, mentre Rommel venne posto al comando di un nuovo Heeresgruppe Afrika (Gruppo d'armate Africa) creato per controllare sia la 1ª Armata italiana che la 5. Panzerarmee tedesca.
In seno alla 1ª Armata di Messe insieme al XXI Corpo d'armata, il XX Corpo d'armata prese parte a tutte le fasi della Campagna di Tunisia, inquadrando nei suoi ranghi la 136ª Divisione di fanteria "Giovani Fascisti", la 101ª Divisione motorizzata "Trieste" la 90. leichte Infanterie-Division tedesca e il CCLXXXV Battaglione Paracadutisti "Folgore" formato dai i superstiti della "Folgore" di El Alamein.
Rommel affrontò le truppe americane nella battaglia del passo di Kasserine ottenendo alcuni notevoli successi iniziali e infliggendo pesanti perdite alle inesperte forze nemiche, ma tuttavia dovette alla fine ripiegare sulle posizioni di partenza a causa della complessiva netta inferiorità di uomini e mezzi e fronteggiando ancora una volta le forze britanniche, sul vecchio confine difensivo francese della linea del Mareth, Rommel poté solo ritardare l'inevitabile. Rommel, dopo essersi ammalato, lasciò l'Africa, cedendo il comando il 9 marzo 1943 al Generaloberst (colonnello generale) von Arnim.
All'inizio del 1943 vennero inviate in Africa settentrionale, per supportare le forze italiane presenti, alcuni reparti dell'Divisione "Centauro" che non giunse in Tunisia come reparto organico, dato che parte delle sue unità non venne mai trasferita e che le unità trasferite, man mano che arrivavano sul suolo africano, venivano immediatamente inviate al fronte aggregate ad altre grandi unità, sia italiane sia tedesche. La maggior parte dei carri dei battaglioni XIV e XVII del 31º Reggimento carristi operarono sotto il comando del Raggruppamento Cantaluppi, che aveva già assorbito quanto restava dell'Ariete e della Littorio. Dopo una serie di acquisizioni e perdite di unità, non ben chiarite a causa delle difficoltà di documentazione in quei frangenti abbastanza caotici, all'inizio del 1943 il Raggruppamento ''Cantaluppi'', assieme a reparti del 5º Reggimento bersaglieri e del 31º Reggimento carri giunti dalla Grecia, ando a formare la Divisione "Centauro", al comando del Generale di Divisione Carlo Calvi di Bergolo, che in quei primi mesi dell'anno si rese protagonista delle prime e uniche vittorie del Regio Esercito su quello statunitense, nelle battaglie del passo di Kasserine e di El Guettar.
Il 20 marzo 1943 la Divisione Centauro, schierata a Gafsa, nel corso della battaglia della Linea del Mareth venne attaccata dall'intero II Corpo d'armata statunitense. La Divisione Centauro resistette alle forze nemiche soverchianti per ben 12 giorni, finché il 31 marzo non fu sostituita in linea dalla 21ª Panzerdivision. Nonostante avesse tenuto il fronte, la divisione italiana era praticamente annientata, quindi i suoi reparti di bersaglieri furono aggregati al Kampfgruppe Manteuffel (Gruppo di combattimento Manteuffel) ed i carri, sempre sotto comando italiano, alla 10ª Panzerdivision.
Messe da parte sua riuscì con perizia a ritardare la sconfitta delle truppe italo-germaniche costringendo i nemici alla difesa nella Battaglia di Médenine. Caduta la V Armata tedesca, per l'impossibilità di ricevere rifornimenti e rinforzi attraverso il canale di Sicilia, ormai completamente controllato dagli alleati, si venne a creare uno stallo imprevedibile, nel quale le truppe italiane resistevano senza troppe prospettive, circondate da truppe alleate di molti contingenti, ma Messe, benché accerchiato, resistette rispondendo, agli inviti alla resa, che si sarebbe arreso solo se fosse stato concesso alle sue truppe l'onore delle armi che gli avversari non concessero. La situazione fu risolta da Mussolini che il 12 maggio 1943 telegrafò a Messe l'ordine di resa nominando Messe Maresciallo d'Italia. Il 13 maggio, le truppe italiane si arresero e Messe fatto prigioniero dal generale dell'esercito neozelandese Bernard Freyberg e i resti del XX Corpo d'armata cessata ogni attività e venne sciolto in Tunisia in zona di operazioni.

## Evoluzione delle denominazioni assunte
- Comando XX Corpo d'Armata (1937-41)
- Comando Campo Trincerato di Tripoli (1941)
- Comando della Tripolitania (XX Corpo d'Armata) (1941)
- Comando XX Corpo d'Armata (1941)
- Comando corpo d'Armata di Manovra (1941-42)
- Comando XX Corpo d'Armata (1942-43)

## Comandanti
- Generale di CA spe Ferdinando Cona (22 gennaio 1939 - 6 febbraio 1941)
- Generale di D fuori quadro Enrico Armando (comandante della piazza di Tripoli)
- Generale di D spe Carlo Spatocco (16 marzo - 15 agosto 1941)
- Generale di CA spe Carlo Vecchiarelli (16 agosto 1941 - 19 gennaio 1942)
- Generale di D spe Ettore Baldassarre (20 gennaio 1942 - 26 giugno 1942)
- Generale di D spe Giuseppe de Stefanis (27 giugno 1942 - 5 novembre 1942)
- Generale di D spe Gervasio Bitossi (6 novembre 1942 - 7 febbraio 1943)
- Generale di CA spe Taddeo Orlando (8 febbraio - 13 maggio 1943)